# Psicometria
Psicometria (do grego psyké, alma e metron, medida, medição) é uma área da Psicologia que faz vínculo entre as ciências exatas, principalmente a matemática aplicada com foco específico na Estatística, dessa forma assumindo o modelo quantitativista em Psicologia. Sendo uma das áreas mais antigas dentro desse campo do saber. Hutz traz que há registros de aplicação de testagens há mais de 2.200 anos no Império Chinês durante a Dinastia Han, com o intuito de criar um sistema imperial de seleção.  Sua definição consiste no conjunto de técnicas utilizadas para mensurar, de forma adequada e comprovada experimentalmente, um conjunto ou uma gama de comportamentos, ou construtos (também chamados de variáveis latentes) que não podem ser observados diretamente, com o intuito de obter informações sobre o funcionamento de um determinado sujeito. Exemplos desses construtos seriam inteligência, personalidade, atenção, satisfação com o trabalho e etc.
O Psicólogo psicometrista possui, em seu espectro atuacional, características para levar a cabo a definição desta área, bem como para manusear os testes psicológicos de acordo com alguns critérios básicos. Estes são: Validade, Fidedignidade e Padronização. Qualquer teste que se preste à validação  e, posteriormente ao uso, deve ser fruto de pesquisas nessa área.

## O início da medida em Psicologia
A evolução da pesquisa científica baseada no cálculo em Psicologia é pouco incerto em sentido estrito, porém sabe-se que (sir) Francis Galton (1822-1911) - Primo de Charles Darwin - foi o fundador do primeiro laboratório voltado às medições antropométricas, em Londres, no ano de 1884. "Ele entendia que a discriminação sensorial era a base do desempenho intelectual, e que medidas adequadas, neste sentido, seriam capazes de indicar diferenças entre os mais e os menos capazes"
. Entre as pesquisas que Galton fez, constam na lista: altura, peso, envergadura do palmo, capacidade respiratória, força, rapidez de reação, agudeza sensorial da vista e do ouvido, além de chegar a mensurar a quantidade de bocejos emitidos durante uma orquestra para relacionar ao tédio do público.
Hermann Ebbinghaus (1850-1909), no ano de 1885, começa os primeiros estudos experimentais sobre a memória. Ao final de seu experimento, Ebbinghaus tinha formulado coeficientes sobre como se dá a aquisição de memória a partir de um conjunto de letras ordenadas de forma não-lógica.
No Reino Unido, Galton conheceu James McKeen Cattell (1860-1944) e, juntos, formularam, pela primeira vez, provas que consistiam em medidas de discriminação sensorial, de tempo e de reacção. Estas provas, para Cattell, proporcionaria conhecer a inteligência de quem a fizesse.
Em sentido diferente e por diversas críticas que estes possuiam dos testes anteriores de inteligência, o francês "Alfred Binet (1857-1911) e seu parceiro Théodore Simon desenvolveram, a pedido da comissão francesa para a investigação dos interesses da educação, o primeiro teste de inteligência para diferenciar crianças retardadas e crianças normais em seus mais variados graus". Esta escala de classificação tem sua data de origem em 1905 e, desde então, sofreu diversas modificações na sua origem e no seu nome. Atualmente, apesar das variações (L-M, por exemplo), ele é conhecido como Teste Stanford-Binet de Inteligência.
Para alguns psicólogos, além do método psicométrico da correlação estatística utilizados inicialmente por Galton, o desenvolvimento da análise genética ocasionaram a consolidação de uma abordagem matemática da psicologia.